# أندرسون هيرنانيس

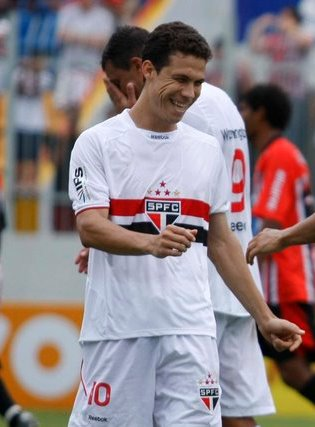
أندرسون هيرنانيس

أندرسون هيرنانيس دي كارفاليو أندرادي ليما (بالبرتغالية: Anderson Hernandes de Carvalho Viana Lima‏) المعروف باسم هيرنانيز (بالبرتغالية:  Hernandes‏) هو لاعب كرة قدم برازيلي من مواليد 29 مايو 1985، في مدينة ريسيفي بالبرازيل. يلعب في مركز الوسط المهاجم ومركز المهاجم مع نادي يوفنتوس الإيطالي.
كانت بدايته مع نادي ساو باولو البرازيلي حيث لعب معهم خمس سنوات توج خلالها بلقب الدوري البرازيلي لكرة القدم مرتين في 2007 و2008. بعدها في عام 2010 انتقل إلى نادي لاتسيو بعقد مدته خمس سنوات مقابل 11.1 مليون يورو، يتقاضى فيها مرتب 1.6 مليون يورو إضافة إلى المكافئات والحوافز. توج مع نادي لاتسيو بلقب كأس إيطاليا في موسم كأس إيطاليا 2012-13. وفي 31 يناير 2014 انتقل إلى نادي إنتر ميلان الإيطالي، بصفقة وصلت 20 مليون يورو ويتقاضى راتب وقدره 2.8 مليون يورو سنوياً.
وفي صيف 2015 انتقل هيرنانيز إلى نادي اليوفنتوس الإيطالي بصفقه تقدر ب 11 مليون يورو
في عام 2003 توج كأفضل لاعب تحت 23 سنه من مجلة بلاكار، وفي عام 20 07 و2008 فاز بجائزة بولا دي براتا من نفس الصحيفة. وفاز ببطولتين دوري برازيلي والميدالية البرونزية الأولمبيه في بيكين. ومثل المنتخب البرازيلي في عديد من المناسبات أهمها منافسات كأس القارات 2013 والذي توحج معهم بلقب البطولة.

## روابط خارجية
- أندرسون هيرنانيس على موقع الاتحاد الدولي (مؤرشف)  (الإنجليزية)
- أندرسون هيرنانيس على موقع الاتحاد الأوربي (الإنجليزية)
- أندرسون هيرنانيس على موقع قاعدة بيانات كرة القدم.إي يو (الإنجليزية)
- أندرسون هيرنانيس على موقع ليكيب (الفرنسية)
- أندرسون هيرنانيس على موقع ناشيونال فوتبول تيمز (الإنجليزية)
- أندرسون هيرنانيس على موقع Soccerway.com (الإنجليزية)
- أندرسون هيرنانيس على موقع عالم كرة القدم.نت (الإنجليزية)
- أندرسون هيرنانيس على موقع أوليمبيديا (الإنجليزية)
- أندرسون هيرنانيس على موقع اللجنة الأولمبية البرازيلية (البرتغالية)
- أندرسون هيرنانيس على موقع AS.com (الإسبانية)